# Angitia esthera
Angitia esthera är en fjärilsart som beskrevs av William Schaus 1921. Angitia esthera ingår i släktet Angitia och familjen nattflyn. Inga underarter finns listade i Catalogue of Life.